# قصر جهان‌نما
قصر جهان‌نما نام قصرهای بود که درزمان‌های تیموریان ومغل‌های کبیر درکابلستان وتخارستان بناشده بودند:
- - قصر جهان‌نما هندکی[۱] را عالمگیر دوم برای دختر خود بر فراز تپه‌ای ازکوه هندکی ساخت که زمان‌شاه درانی، نواده احمدخان ابدالی (سپس درانی) در آن زنده گی می‌کرد. نامش «گوهربیگم» یا «زهره بیگم» گفته می‌شد.

خانم تیمورشاه دخت عالمگیر دوم(۱۷۵۹–۱۸۰۶) از نواده بابرشاه بنیان‌گذار سلسله گورکانیان هند بود. این قصر هندوایرانی چهل ستون داشت که با کلاه رستم داستان خیابان (گنبد مشهور ایران زمین) پوشیده بود. سال تهداب‌گذاری این قصر معلوم نیست ولی در یگان منابع معتبر مانند بی‌بی‌سی ازسال ۱۲۱۰ گفته شده‌است که سال خورشیدی گفته شده‌است؛ ولی پس از سلطنت دودمان سدوزایی تا سال ۱۹۵۵ میلادی شاهان خراسان از گاهشمار خورشیدی بکار نمی‌بردند. اگر این سال هجری شمسی ویاخورشیدی باشد حاصل ۱۲۱۰+۶۲۱ویا۶۲۲ ۱۸۳۱ یا ۱۸۳۲ میلادی می‌شود. این سال بر مبنای گاهشماری هجری قمری ۱۷۹۵ میلادی باشد. این قصر در زمان امیر عبدالرحمان خان به قصر چهلستون تغیرنام کرد.
قصر جهان‌نما در میان راه میدان رستم و تخت رستم کابل قرارداشت. از تخت رستم به خوبی این قصر را دیده می‌توانستند. در تالارغار بزرگ کوه که به نام تخت رستم مشهور بود به تماشاچیان در روزهای جشن وعید وروز جمعه شیرنی و میوه وغذا و نوشابه و به ویژه چاینکی (آبگوشت در غوری دوباره ترمیم شده چینی) پیشکش می‌شد. شوربختانه نام‌های هندوایرانی وتورانی این سرزمین از زمان امیر عبدالرحمان خان تغیر کرده می‌رفت.
- تغیرنام قصر جهان‌نما به قصر چهلستون

در سال ۱۳۰۵ هجری قمری که برابر به ۱۲۶۷ خورشیدی و ۱۸۸۸ میلادی می‌شودبرای پسر خود تهداب قصر بدون ستون‌های خارج ازبناگاه راگذاشت؛ که بناه چهلستون ازبین رفت ولی قصر و کوه هندکی و دهکده به چهلستون مسما شد. عده عده هم گفتند که چهلستون به نام «هنده کی» هم یاد می‌گردید. حبیب اله خان و سپس ظاهرخان این قصر را توسعه دادند، چهارطبقه ساختند.
لیلیاس انا امیلتون Dr Lillias Anna Hamilton M.D پزشک امیر عبدالرحمن‌خان بود و از هر دو بناها در دامنه کوه هندکی در چاردهی کابل عکسبرداری نموده بود.
نانسی هاتچ دوپری دردانشنامه ایرانیکا پیرامون قصر چهلستون کابل و تغیر نامش از هنده کی، هندکی، اندکی … به چهلستون می‌نویسد.
این قصر دارای دو باغ داخلی و خارجی می‌باشد. مساحت پارک اش (باغ خارجی) تقریباً به ۳۰ هکتار گفته شده‌است.

## قصر جهان‌نما یا باغ جهان آرا

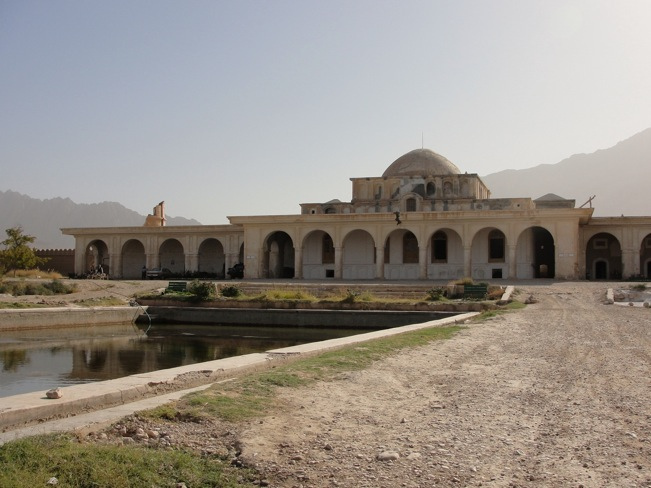
قصر جهان‌نما تاشقرغان استان سمنگان قرن نوزدهم ویااستان بلخ کنونی

این قصر با باغ اش از سازه‌های تاریخی استان سمنگان قرن نوزدهم ویا استان بلخ کنونی کشور افغانستان است. این بنا که در شهرستان (ولسوالی) خلم قرار گرفته نسبت به دوره امیر عبدالرحمن‌خان داده می‌شود. نام خلم پیشتر از آن تاشقرغان بود. قرار متون پیشینه نگاری این قصر در سال ۱۸۵۷ میلادی بازسازی شده بود. قدامت آن پیش از این است این قصر هم با گنبد به‌گونه کلاه رستم داستان زینت شده بود.
امروزه تقریباً %۴۰ از آن ویران شده‌است. جهان آرا دخت شاه جهان بود. با احتمال قوی این باغ از طرف گورگانی‌ها ساخته شده باشد. زیرا سال‌ها ی ساخت بناهای تاریخی در سرزمین نامنهاد افغانستان از سوی مورخین حاکم دولتی اش دقیق ذکر نمی‌شوند. دوره امارت امیر عبدالرحمن‌خان ۱۸۸۰–۱۹۰۱ بود.

## باغ جهان‌نما

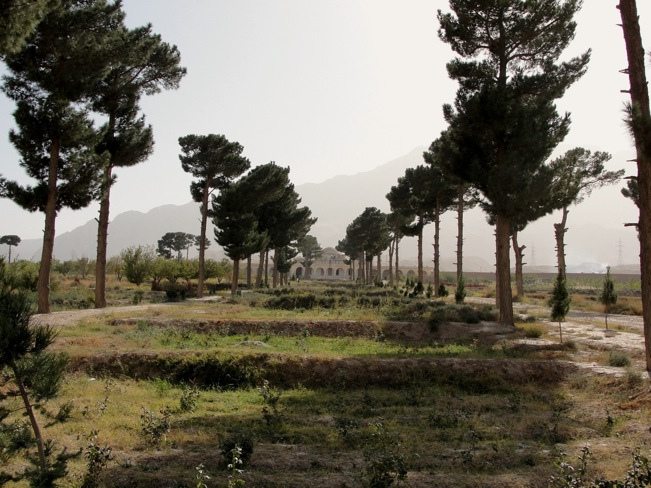
باغ جهان نماتاشقرغان استان سمنگان قرن نوزدهم استان بلخ کنونی

## دیدگاها و انتقادات ونقل قولهای غلط
در کتاب تاریخ افغانستان می‌خوانیم: امیر عبدالرحمن خان در سال ۱۲۳۲ خورشیدی (برابر به سال ۱۸۵۳ میلادی) حاکم (استاندار) تاشقرغان مقرر شد. به استناد تحریر فوق می‌توان توضیح داد که باغ جهان آرا یا جهان‌نما و عمارت با شکوه آن در عصر امیر عبدالرحمن خان در سال ۱۲۳۶ خورشیدی (برابر به سال ۱۸۵۷ میلادی) اعمار گردیده‌است. این نبشته عجیب بنظر می‌خورد، چون امیر عبدالرحمن خان در همین سال استانداری خود ۹ ساله بود. وی در سال ۱۲۲۲ خورشیدی (برابر به سال ۱۸۴۴ میلادی) چشم به این جهان گشود.
قابل یادانی است که
1. تاریخ‌نویسی در کشور به نام افغانستان به گونه انتقادی نیست
2. کوشش می‌شود سازه‌های فرهنگی و هنری حاکمان غیر پشتون از تاریخ حذف شوند
3. سال خورشیدی و قمری در بسیاری موارد گدوود می‌شود
4. . مناسبات نزدیک هندو ایرانی ویا تورانی وهمفرهنگی وهم هنری در ایرانزمین از سوی حاکمان مانند امیر عبدالرحمن‌خان کتمان (پنهان) می‌شد. همچنان خوشاوندی بین شان پنهان می‌شود. یکی از خانم‌های تیمور شاه نوه نادرشاه افشار بود. دیڳر اش از توران بود وخودش نام اش گورگانی است.

## پانوشته‌ها
1. ↑  http://www.kabulnath.de/Salae_Soum/Shoumare_62/Ustad-%20Kohzad.html
2. ↑  «نسخه آرشیو شده». بایگانی‌شده از اصلی در ۲۸ مارس ۲۰۱۶. دریافت‌شده در ۱۸ ژوئن ۲۰۱۴.
3. ↑  http://wellcomeimages.org/indexplus/result.html?*sform=wellcome-images&_IXACTION_=query&%24%3Dtoday=&_IXFIRST_=1&%3Did_ref=L0020792&_IXSPFX_=templates/t&_IXFPFX_=templates/t&_IXMAXHITS_=1
4. ↑  «نسخه آرشیو شده». بایگانی‌شده از اصلی در ۱۷ مه ۲۰۱۴. دریافت‌شده در ۱۸ ژوئن ۲۰۱۴.
5. ↑  «نسخه آرشیو شده». بایگانی‌شده از اصلی در ۲۳ سپتامبر ۲۰۱۵. دریافت‌شده در ۱۸ ژوئن ۲۰۱۴.

## تصاویر ویدئویی
- [پارینه دیار قصر چهلستون  https://www.youtube.com/watch?v=AQdaS31skbw]

ولایت بلخ